# Scleromochlus
Scleromochlus taylori
Famille
Genre
Espèce
Scleromochlus est un genre fossile de tout petits archosauromorphes avémétatarsaliens ayant vécu au cours du Trias supérieur.
Il a été découvert dans les grès de Lossiemouth en Écosse datés du Carnien soit il y a environ entre ≃237 à ≃227,3 millions d'années.
Une seule espèce est rattachée au genre : Scleromochlus taylori.

## Description

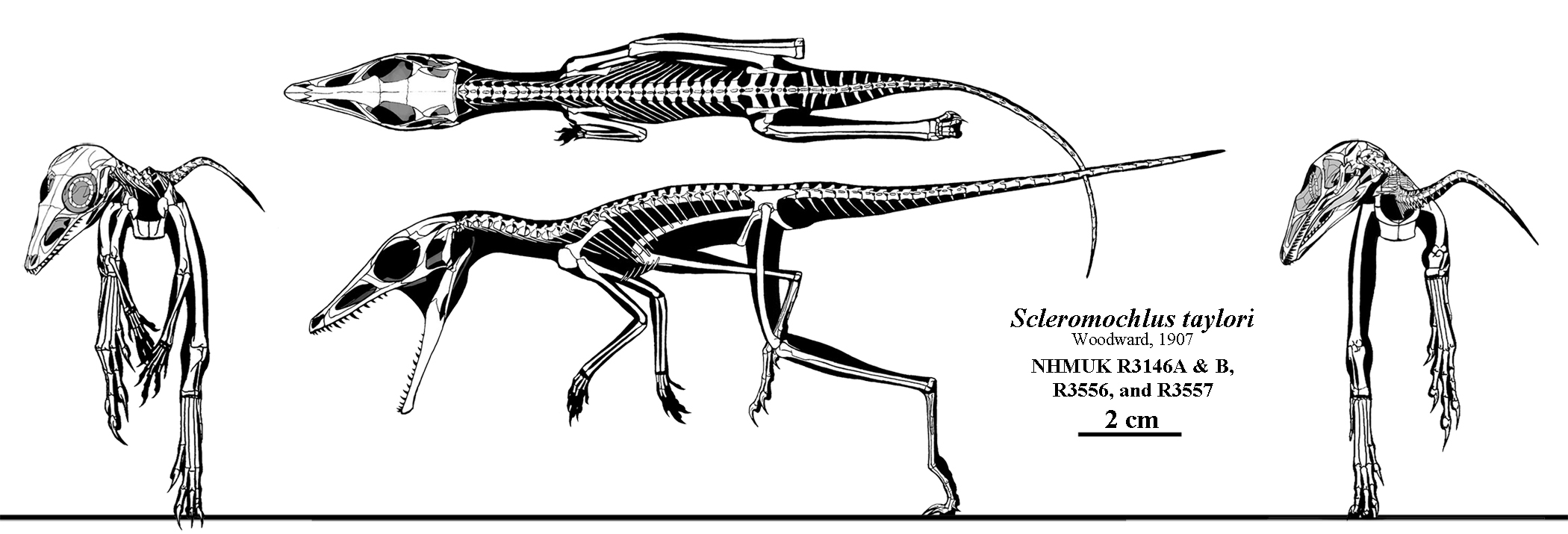
Squelette de Scleromochlus taylori.
La barre d'échelle de référence mesure 2 centimètres.
Ce schéma n'est pas paléoartistique car il ne comporte aucun élément imaginaire mais restitue simplement les os.

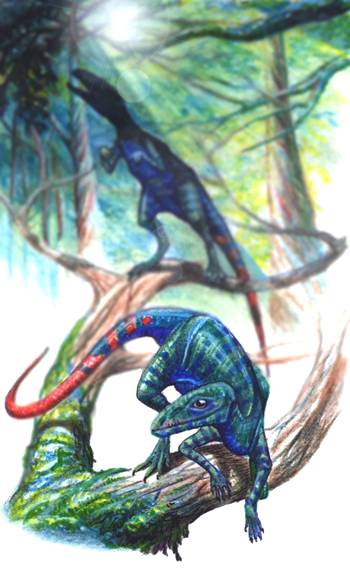
Restitution paléoartistique de Scleromochlus par Pavel Riha, avec des couleurs imaginées et selon l'hypothèse arboricole de Friedrich von Huene (1914).

Scleromochlus taylori avait une longueur totale d'environ 18 centimètres avec de très longues pattes arrière. Il pourrait avoir été capable de se déplacer à quatre pattes comme sur ses seules pattes arrière. Dans les années 1990 et en 2013 il a été supposé qu'il pouvait se déplacer par sauts à la manière des actuels kangourous ou des lièvres,,. Il est également supposé, indices anatomiques à l'appui, que Scleromochlus pourrait être un ancêtre, ou un « groupe-frère » de la lignée des ptérosaures.